# 이스마엘 트라오레
이스마엘 트라오레(Ismaël Traoré, 1986년 8월 18일 ~ )는 코트디부아르의 축구선수이다. 현재 소속팀은 프랑스 리그 2의 팀인 FC 메스이며, 포지션은 수비수이다.